# Qualifizierender Hauptschulabschluss
Der qualifizierende Hauptschulabschluss (QA oder auch Quali genannt) ist in Bayern, Hessen, Sachsen, Sachsen-Anhalt, Schleswig-Holstein und Thüringen eine besondere Leistungsfeststellung der Hauptschule, in Bayern mittlerweile Mittelschule genannt, der man sich freiwillig unterziehen kann. Auch Realschüler und Gymnasiasten der 9. Klasse können als Externe teilnehmen. Der qualifizierende Hauptschulabschluss verbessert für Hauptschüler die Chancen auf eine Lehrstelle.

## Bayern
Der Abschluss heißt seit Einführung der Mittelschule Qualifizierender Mittelschulabschluss.
Die Anmeldung zum Abschluss erfolgt in Bayern an der jeweiligen Haupt- bzw. Mittelschule zum 1. März.

### Erworbene Zugangsberechtigungen
Der QA berechtigt zum Besuch von Berufsfachschulen und Wirtschaftsschulen (WS) in der zweijährigen Form (10. und 11. Jahrgangsstufe der WS).
Ab einem Durchschnitt von 2,33 in den Fächern Deutsch, Mathematik und Englisch kann der Schüler in das 10. Schuljahr vorrücken. Bei 2,66 oder schlechter muss eine Aufnahmeprüfung abgelegt werden, um in die 10. Klasse vorrücken zu können (M10). Dort kann die Mittlere Reife erworben werden.

### Prüfung
Der Hauptschulabschluss besteht aus fünf Prüfungsgruppen, die teilweise selbst gewählt werden können.
- Gruppe 1 (Pflichtfächer):
  - Deutsch
  - Mathematik
  - Projektprüfung (siehe Gruppe 3)

- Gruppe 2 (ein Wahlfach):
  - Physik-Chemie-Biologie
  - Geschichte-Sozialkunde-Erdkunde
  - Englisch

- Gruppe 3 (Projektprüfung – Pflichtfach):
  - jeweiliger Berufsorientierender Zweig (Soziales/Wirtschaft/Technik) und Arbeit-Wirtschaft-Technik.

- Gruppe 4 (ein sonstiges benotetes Fach):
  - Religionslehre oder Ethik
  - Sport
  - Musik
  - Kunsterziehung
  - Informatik
  - Kurzschrift
  - Buchführung

- Gruppe 5 (freiwillig):
  - Englisch
  - Sport
  - Musik
  - Kunsterziehung
  - Informatik
  - Kurzschrift
  - Buchführung

Vor Beginn der Prüfungen für den Quali werden in den Prüfungsfächern Jahresfortgangsnoten festgesetzt, die den normalen Zeugnisnoten entsprechen.
Für die Bewertung werden Jahresfortgangsnoten und Prüfungsnoten zusammengezählt, wobei die Noten in Deutsch, Mathematik, Englisch und in Physik-Chemie-Biologie oder in Geschichte-Sozialkunde-Erdkunde doppelt zählen. Die Summe der Noten wird dann durch 18 geteilt. Bei einem Durchschnitt von mindestens 3,05 hat der Schüler bestanden, zwischen 3,05 und 3,16 kann der Schüler noch eine mündliche Prüfung in Deutsch, Mathematik oder Englisch ablegen.
Die Schüler der Jahrgangsstufe 9 des Mittlere-Reife-Zugs (M-Klassen) entscheiden selbst, ob sie an der besonderen Leistungsfeststellung zum qualifizierenden Abschluss der Mittelschule teilnehmen oder nicht. Wenn sie sich für eine Teilnahme entschlossen haben, können sie dies als externe Teilnehmer (ohne Anrechnung der Jahresfortgangsnoten) oder als Schüler (mit Anrechnung der Jahresfortgangsnoten) tun.

### Geschichte
Der Qualifizierende Hauptschulabschlusses wurde 1970 zunächst nur für Schüler mit bestimmten Fächerkombinationen (Leistungskurse Deutsch, Mathematik, Englisch oder Physik/Chemie) eingeführt und 1982 auf alle Hauptschüler der 9. Klasse ausgeweitet.